# Sociedad Asiática de Calcuta

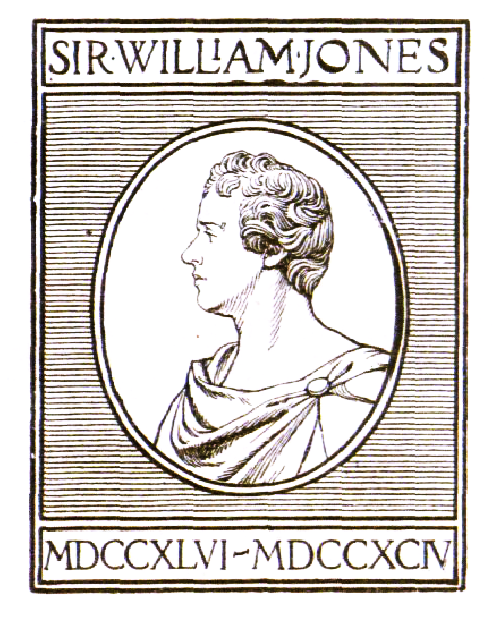
Logo de La Sociedad Asiática, mostrando a W. Jones con toga.

La Sociedad Asiática (en inglés: The Asiatic Society) es una organización para la promoción de estudios orientales. Fue fundada por Sir William Jones el 15 de enero de 1784 en Calcuta, capital del Raj Británico.
Ha cambiado varias veces de nombre: Asiatick Society (1784-1825), The Asiatic Society (1825-1832), The Asiatic Society of Bengal (1832-1936), The Royal Asiatic Society of Bengal (1936-1951) y The Asiatic Society (1951-presente).

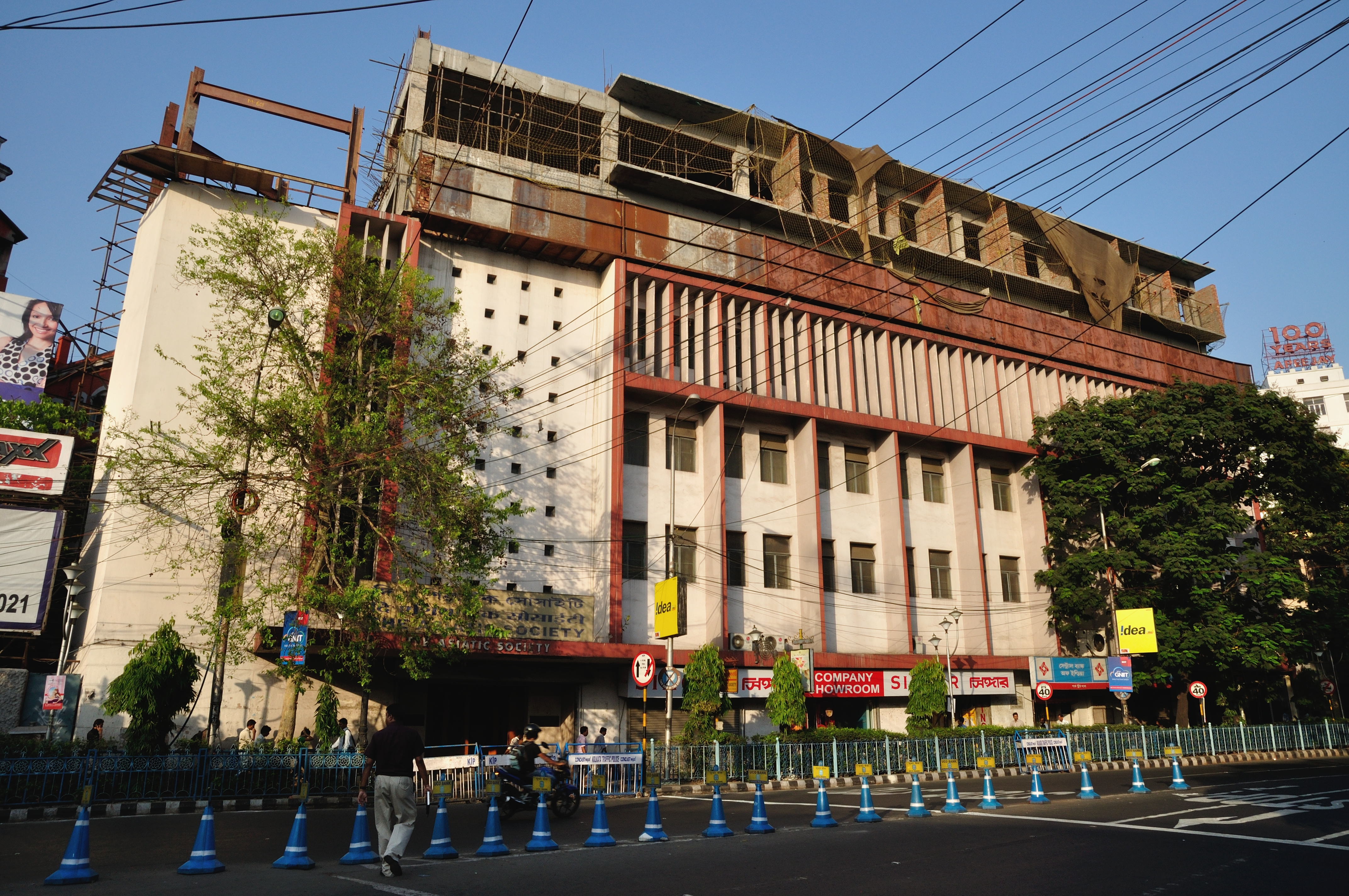
Edificio de La Sociedad Asiática.

La Sociedad Asiática cuenta con una biblioteca de 117 000 libros, 79 000 periódicos, 293 mapas, 48 000 obras en microfiche, 387 003 páginas en microfilm, 182 pinturas, 2500 panfletos y 2150 fotografías. El libro más antiguo preservado en esta biblioteca es Astronomicorum Libri de Juli Firmici (1499).
La Sociedad Asiática también cuenta con un museo, fundado en 1814 durante la superintendencia de N. Wallich.
La Sociedad Asiática entrega el premio Placa de Oro Indira Gandhi. Algunos de los ganadores han sido Nelson Mandela (1989), Gabriel García Márquez (1998) y Fidel Castro (2000).